# Consejo Nacional Electoral (Ecuador)
El Consejo Nacional Electoral (CNE) de la República del Ecuador es el máximo organismo de sufragio en dicho país. Tiene su sede en la ciudad de Quito. Está constituido por cinco vocales, elegidos mediante un concurso de méritos y oposición, organizado por el Consejo de Participación Ciudadana y Control Social, para un período de seis años, debiendo renovarse una mitad cada tres años. De entre los vocales se elige a un presidente y un vicepresidente. El CNE goza de completa autonomía financiera y administrativa. Antes de la promulgación de la Constitución del Ecuador de 2008, las funciones del CNE eran ejercidas por el Tribunal Supremo Electoral de Ecuador, organismo que desapareció después de la entrada en vigencia de dicha Constitución.
Sus funciones son organizar, controlar las elecciones, puede castigar a partidos y candidatos que infrinjan las normas electorales; y tiene que inscribir y fiscalizar a los partidos y movimientos políticos.
Actualmente, el CNE está presidido por Diana Atamaint, su vicepresidente es Enrique Pita García y además hay tres consejeros vocales más. Además, tiene veinticuatro delegaciones provinciales en cada una de las provincias para desconcentrar los servicios electorales en todo el país. Este organismo conforma, junto con el Tribunal Contencioso Electoral, la Función Electoral, la cual es una de las cinco funciones del Estado ecuatoriano.

## Historia

### Antecedentes
Desde 1945 en el Ecuador existe un organismo electoral independiente en cuya designación tenía una influencia el Congreso Nacional. Era el Tribunal Supremo Electoral quien se encargaba de los procesos electorales del país, sin embargo sufrió dificultades graves a partir del 2003 con Lucio Gutiérrez, con cambios en el pleno del TSE hechos por las mayorías legislativas que al final llevaron a Jorge Acosta de Sociedad Patriótica a la presidencia del organismo. Este como presidente sería uno de los actores de la crisis legislativa de 2007, en la cual una pugna de poderes entre el TSE y el Congreso llevaría al final a la destitución de los diputados de la «empacadora» y un nuevo referéndum que llevaría a la Asamblea Constituyente.

### Formación
En la nueva Constitución se crearia dos nuevos organismos que reemplazarian al TSE: el Tribunal Contencioso y el Consejo Nacional Electoral. Tras aprobarse la nueva Carta Magna, la Asamblea Constituyente eligió y posesionó el 24 de octubre de 2008 a los nuevos consejeros que serían Omar Simon, Carlos Cortez, Manuela Cobacango, Fausto Camacho y Marcia Caicedo. De los cuales los dos primeros serían respectivamente presidente y vicepresidente del nuevo CNE de Transición.
El nuevo organismo iniciará sus labores organizando el sorteo para definir los veintiún magistrados que integraron la nueva Corte Nacional de Justicia. A su vez, las elecciones presidenciales, legislativas y seccionales del 2009 sería la primera votación popular dirigida por este organismo. Para el 2011, tuvo que dirigir también la consulta popular con la cual se modificó por primera vez la Constitución del 2008.

### Primeros procesos

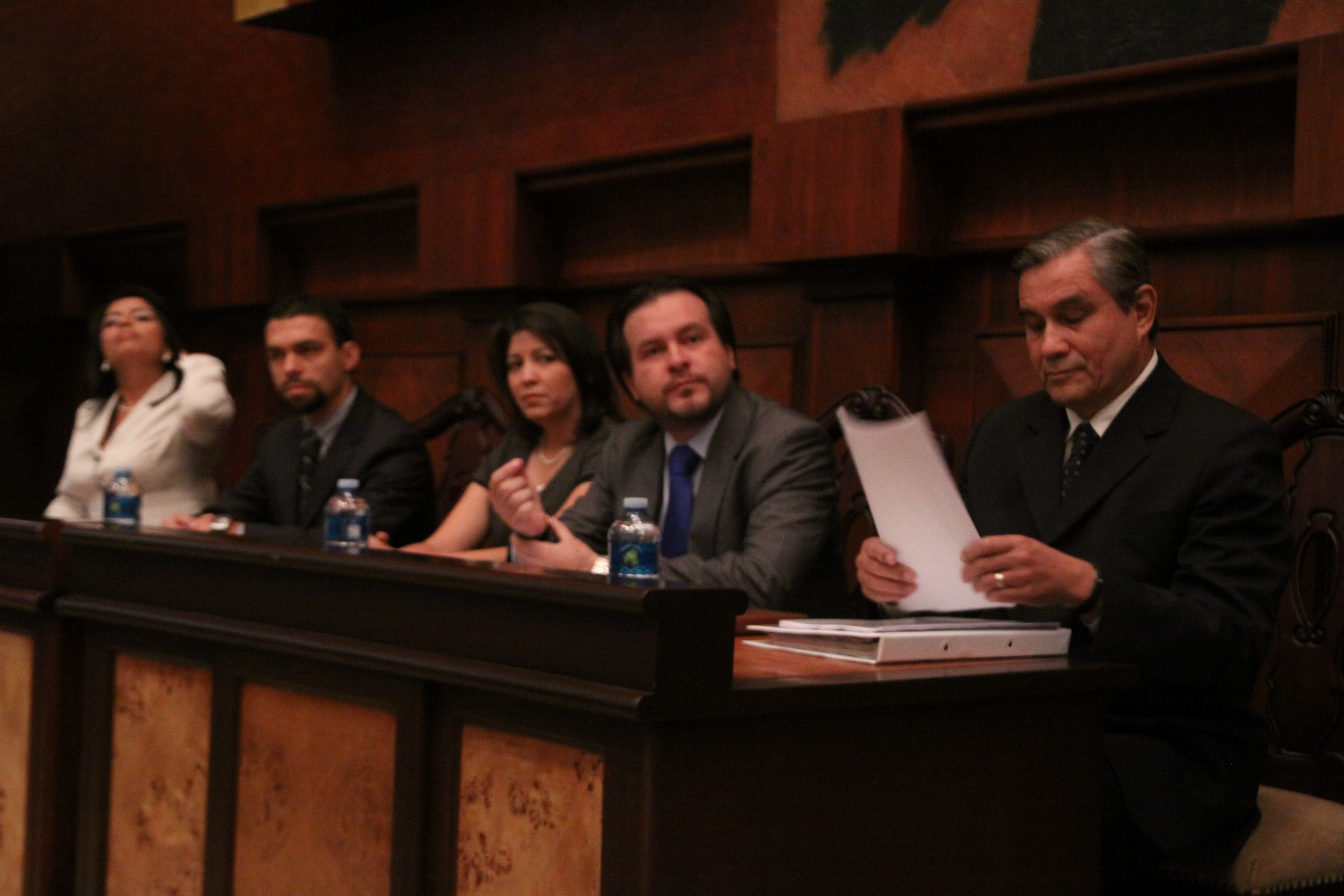
Primer Pleno del CNE designado bajo los concursos del Consejo de Participación Ciudadana.

Para el 2011, el Consejo de Participación Ciudadana y Control Social organizó el primer concurso público de oposición y méritos para designar al primer CNE oficial. Este organismo estuvo compuesto por cinco vocales principales: Domingo Paredes, Paúl Salazar, Juan Pablo Pozo, Nubia Villacís y Roxana Silva; siendo los primeros en la lista presidente y vicepresidente del organismo. Este se encargaría de los procesos electorales de 2013 y 2014, en los que el movimiento oficialista Alianza País obtuvo victorias, así como otros diecisiete comicios por distintos temas, como la provincialización de Santo Domingo de los Tsáchilas.
El 3 de julio de 2014, tras las elecciones seccionales, el CNE quitaría la personería jurídica al Movimiento Popular Democrático (MPD),  el Partido Renovador Institucional Acción Nacional (PRIAN), Partido Roldosista Ecuatoriano (PRE) y Ruptura; siendo ratificado el 4 de agosto al ser negados los recursos de impugnación. Esto sucedió el mismo año que el primer titular del CNE, Omar Simon, fuese nombrado secretario de Presidencia.
Para el 2015, el CNE fue renovado parcialmente con el relevo de Domingo Paredes y Roxana Silva por Carlos Tayupanta y Gloria Toapanta, estas designaciones ensombrecidas por las acusaciones de manipulación hechas por Solanda Goyes. Durante un breve periodo, Paúl Salazar asume la presidencia, hasta que finalmente el renuncia y asume Juan Pablo Pozo.
El año 2017 llegaría con nuevas elecciones presidenciales y legislativas con una fuerte impopularidad de Alianza País en las encuestas. Sin embargo, al llegar los resultados, Alianza País obtendría nuevamente la victoria con la mayoría en la Asamblea Nacional y más tarde la victoria en la segunda vuelta contra Guillermo Lasso, apoyado por la oposición. Las protestas contra el CNE se dieron en los dos tiempos bajo la acusación de fraude electoral, mientras que se iniciaban juicios contra la encuestadora Cedatos, cuyos cálculos determinaron la victoria de Lasso. A su vez, Juan Pablo Pozo recibía de Rafael Correa la Orden al Mérito en el Grado de Gran Cruz por su trabajo durante el proceso electoral.

### En el gobierno de Lenín Moreno

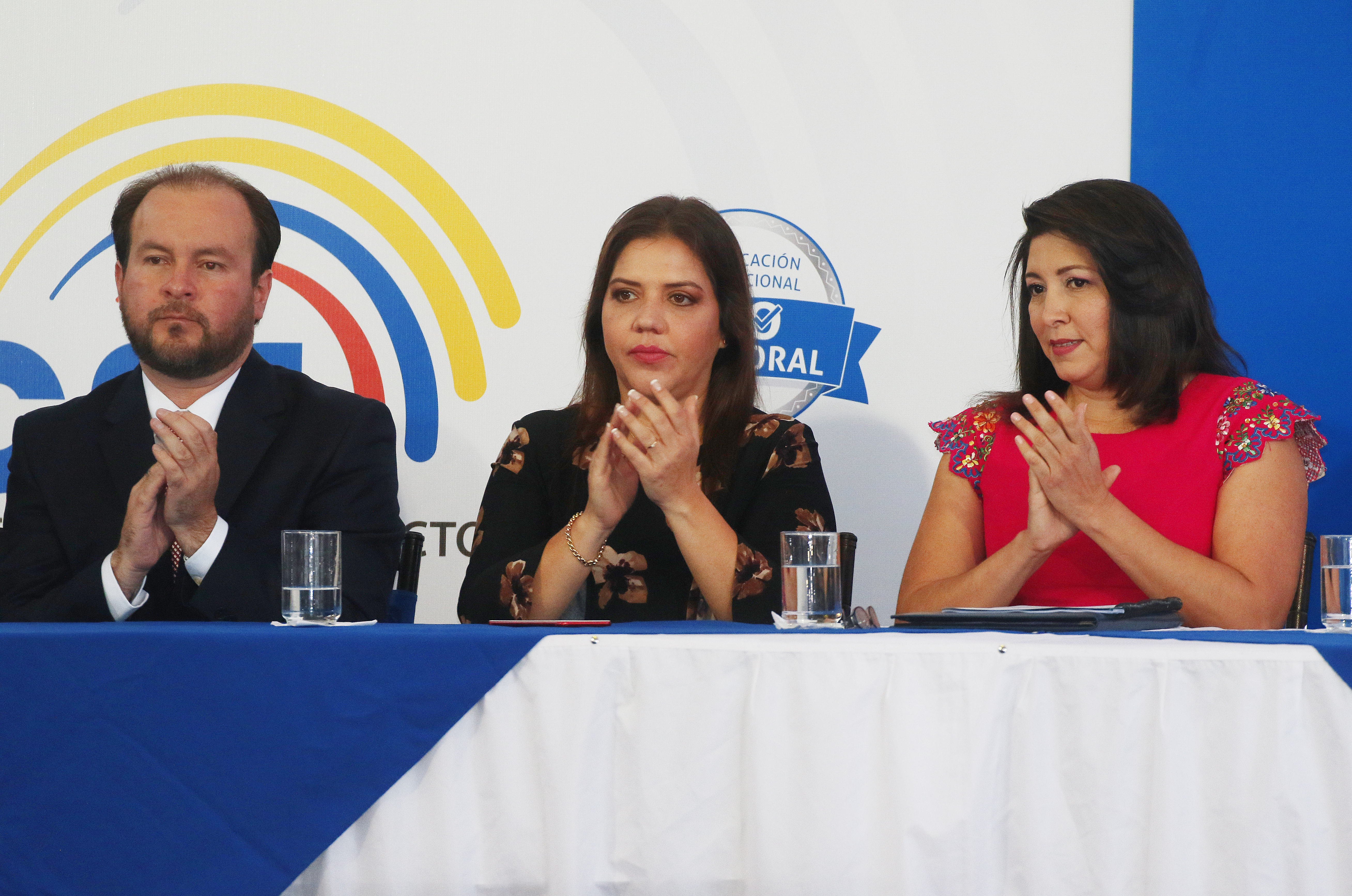
Paul Salazar, Alejandra Vicuña y Nubia Villacís durante la consulta popular de 2018.

El 29 de noviembre de 2017, en medio de la ruptura de Alianza País, Juan Pablo Pozo renuncia a su cargo y lo remplaza Nubia Villacís quien al siguiente día anunció el llamado al referéndum constitucional y consulta popular. La consulta popular fue apoyada por todos los partidos inscritos en el CNE, mientras que la facción correísta de Alianza País uso al llamado Foro Nacional de Mujeres para inscribirse en el CNE como organización social.
El 16 de enero de 2018, recibirían la desafiliación masiva de los simpatizantes de Correa y el inicio del trámite para formar el Partido Revolución Ciudadana que no sería aprobada por el CNE, debido a que «el uso del eslogan como del logo es de Alianza PAIS». Al llegar la consulta popular, el CNE no recibió el mismo descrédito obtenido en el 2017.
El 2 de agosto de 2018, el Consejo de Participación Ciudadana y Control Social Transitorio destituyó a todos los miembros del CNE y designó un consejo transitorio con una duración de máximo setenta días, hasta la elección de los nuevos vocales. El CNE transitorio se enfocó en fiscalizar la labor de las administraciones previas, depurar el padrón electoral y cambiar el protocolo y proceso de designación de candidatos para la elección de los consejeros del CPCCS.
El 16 de noviembre de 2018, el Consejo de Participación Ciudadana y Control Social Transitorio nombró al pleno del Consejo Nacional Electoral definitivo compuesto por: Esthela Acero, candidata de Alianza País; Enrique Pita, por el Movimiento CREO; José Cabrera, por el Partido Social Cristiano (PSC); Diana Atamaint, por la Confederación de Pueblos y Nacionalidades Indígenas (CONAIE), y Luis Verdesoto, por la Junta Cívica de Guayaquil. Diana Atamaint y Enrique Pita fueron nombrados presidente y vicepresidente del organismo respectivamente.
En 2021 el consejero Luis Verdesoto renunció. Fue reemplazado por la primera consejera suplente, Elena Nájera auspiciada por el Movimiento Concertación.

### En el gobierno de Guillermo Lasso
El 27 de noviembre de 2021, el CNE quitaría la personería jurídica al Movimiento Justicia Social (JS), el Movimiento Concertación, Fuerza Ecuador (Fuerza EC), Ecuatoriano Unido y Unión Ecuatoriana.
En 2023 el CNE anunció el llamado al referéndum y consulta popular convocado por el presidente Guillermo Lasso. Del mismo el CNE organizó las elecciones presidenciales y legislativas extraordinarias producto de la muerte cruzada decretada por Guillermo Lasso.

### En el gobierno de Daniel Noboa
En 2024 el CNE anunció el llamado al referéndum y consulta popular convocado por el presidente Daniel Noboa.
El 23 de mayo de 2024, el pleno del CNE decidió inscribir al movimiento del presidente Daniel Noboa, Acción Democrática Nacional en el padrón electoral otorgándole la Lista 7.
En 2025 el CNE organiza las elecciones presidenciales y legislativas para el período 2025-2029.

## Conformación actual del CNE
| Presidenta | Presidenta | Presidenta               | Presidenta | Vicepresidente | Vicepresidente | Vicepresidente      | Vicepresidente | Otros consejeros                                                                   | Período                             | Ref.          |
| ---------- | ---------- | ------------------------ | ---------- | -------------- | -------------- | ------------------- | -------------- | ---------------------------------------------------------------------------------- | ----------------------------------- | ------------- |
|            |            | Diana Atamaint Wamputsar | CONAIE     |                |                | Enrique Pita García | CREO           | - José Cabrera Zurita (PSC) - Esthela Acero Lanchimba (PAIS) - Elena Nájera (Ind.) | 20 de noviembre del 2018 - presente | [ 15 ] [ 16 ] |